# Morgon i P4 Stockholm
Morgon i P4 Stockholm (tidigare God Morgon Stockholm) är ett radioprogram i Sveriges Radio P4 Stockholm med Matilda Kihlberg, Peder Gustafsson och Josefine Sundström. Sänds måndag-fredag kl 06.00-9.30 och är ett aktuelitetsprogram med nyhetsinslag, trafikinformation och musik.